# Ruth Smeeth

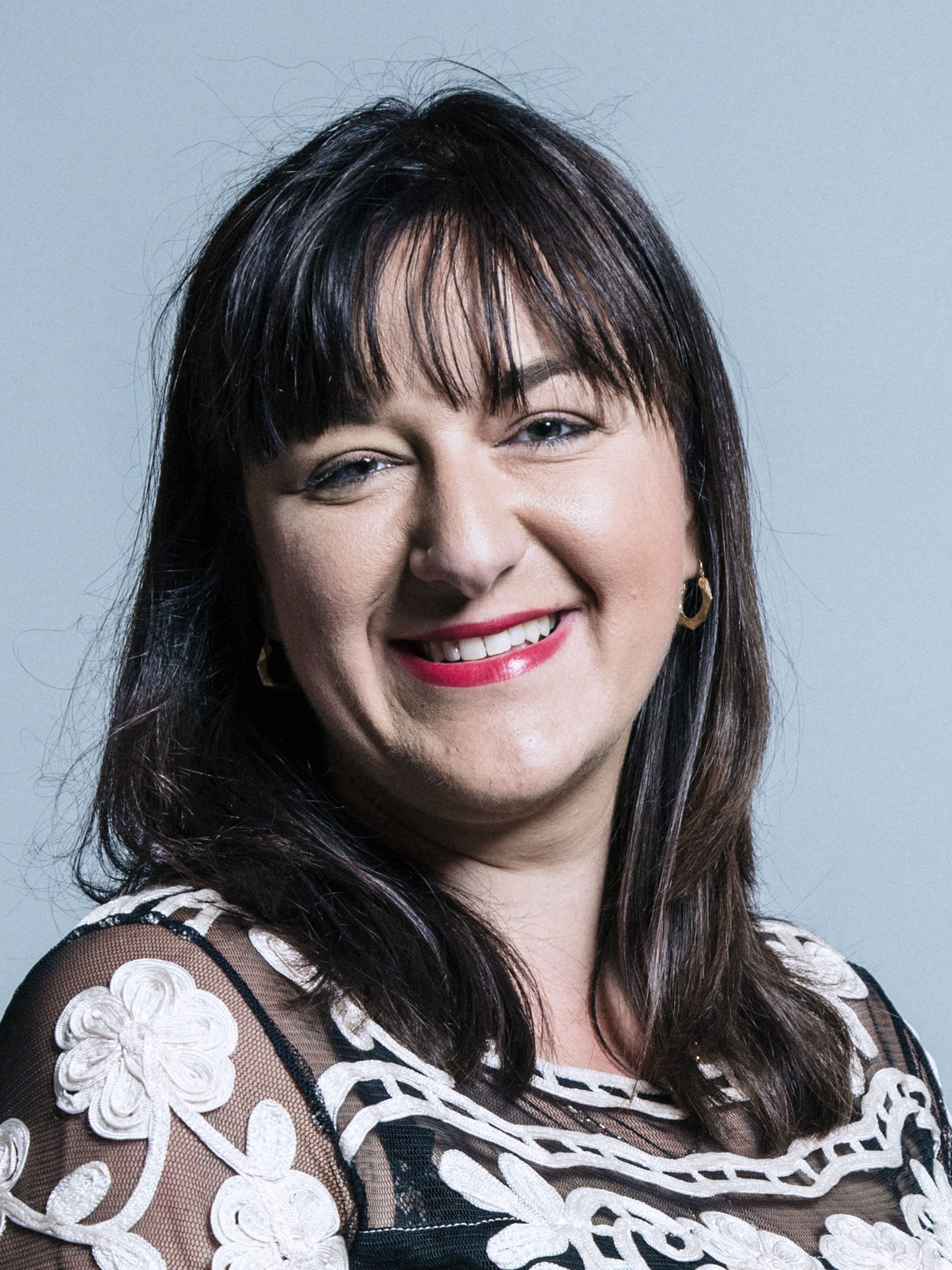
Ruth Smeeth (Juni 2017)

Ruth Lauren Smeeth, Baroness Anderson of Stoke-on-Trent (* 29. Juni 1979 in Edinburgh) als Ruth Lauren Anderson ist eine britische Politikerin und war 2015 bis 2019 Abgeordnete im House of Commons für den Wahlbezirk Stoke-on-Trent North. Seit 2022 ist sie Mitglied des House of Lords.
Ruth Smeeths Vorfahren mütterlicherseits emigrierten in den 1890er Jahren ins Vereinigte Königreich, um der Judenverfolgung im Russischen Kaiserreich zu entfliehen.
Smeeth ging in Bristol zur Schule und schloss im Jahr 2000 ein Studium der Politikwissenschaft an der University of Birmingham ab. Danach arbeitete sie unter anderem für Sodexo.
Bei den Unterhauswahlen 2015 wurde Smeeth als Abgeordnete ins Unterhaus gewählt und vertrat dort den Norden von Stoke-on-Trent bis zur britischen Unterhauswahl 2019. 
Smeeth steht für eine pro-israelische Politik. Vor dem britischen EU-Mitgliedschaftsreferendum 2016 unterstützte sie den Verbleib des Vereinigten Königreichs in der EU. Danach positionierte sie sich gegen ein zweites Referendum im Zuge des folgenden EU-Austritts.
Am 18. November 2022 wurde ihr von Charles III. der Titel Baroness Anderson of Stoke-on-Trent, of Stoke-on-Trent in the County of Staffordshire verliehen.